# Zeena Parkins

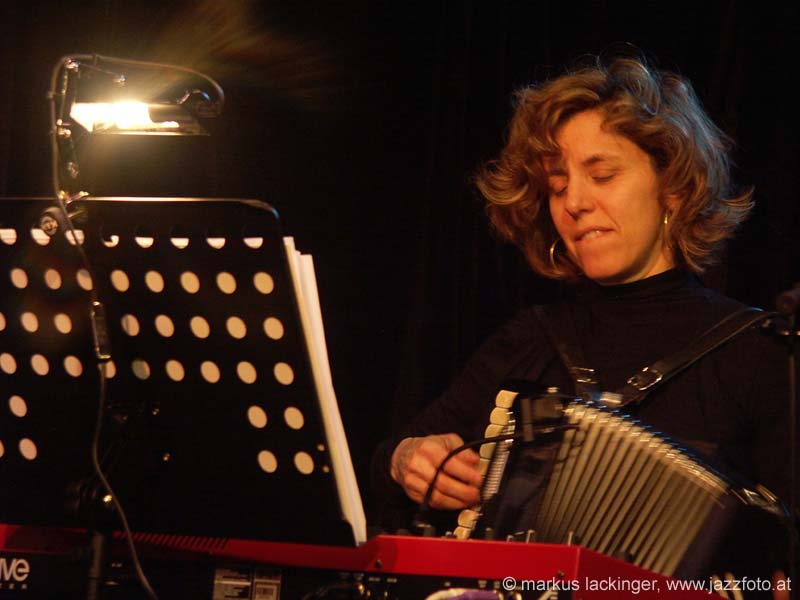
Zeena Parkins tijdens een concert van Cosa Brava (2008)

Zeena Parkins (Detroit, 1956) is een Amerikaanse harpiste (standaard- en elektrische harpen), actief in vrije improvisatie, avant-gardejazz en artrock. Daarnaast speelt ze onder meer piano, accordeon, synthesizer en zelfgemaakte instrumenten. Ze heeft verschillende soloplaten gemaakt en opgenomen met talloze artiesten, zoals Björk, John Zorn, Elliott Sharp, Ikue Mori, Fred Frith, Chris Cutler, Lee Ranaldo en Anthony Braxton. Ze was lid van enkele experimentele-rockbands, waaronder News From Babel, Skeleton Crew, Keep the Dog en Cosa Brava. Ze heeft gewerkt met dansgezelschappen en choreografen, wat haar een Bessie Award opleverde. Ook werkte ze samen met videokunstenares Janene Higgins.

## Discografie
- Something Out There, 1987
- Nightmare Alley, 1993
- Isabelle, 1995
- Mouth=Maul=Betrayer, 1996
- No Way Back, 1998
- Necklace, 2006

## Video
- Roulette TV: Janene Higgins & Zeena Parkins, 2001